# Krzcin (gromada)
Krzcin – dawna gromada, czyli najmniejsza jednostka podziału terytorialnego Polskiej Rzeczypospolitej Ludowej w latach 1954–1972.
Gromady, z gromadzkimi radami narodowymi (GRN) jako organami władzy najniższego stopnia na wsi, funkcjonowały od reformy reorganizującej administrację wiejską przeprowadzonej jesienią 1954 do momentu ich zniesienia z dniem 1 stycznia 1973, tym samym wypierając organizację gminną w latach 1954–1972.
Gromadę Krzcin z siedzibą GRN w Krzcinie utworzono – jako jedną z 8759 gromad na obszarze Polski – w powiecie sandomierskim w woj. kieleckim, na mocy uchwały nr 13j/54 WRN w Kielcach z dnia 29 września 1954. W skład jednostki weszły obszary dotychczasowych gromad Krzcin, Łukowiec i Przewłoka (bez wsi Kępa Nagnajewska) ze zniesionej gminy Koprzywnica w tymże powiecie. Dla gromady ustalono 11 członków gromadzkiej rady narodowej.
Gromadę zniesiono 31 grudnia 1959, a jej obszar włączono do gromady Koprzywnica.